# تت آلاس
تت آلاس (استونیایی: Teet Allas؛ زادهٔ ۲ ژوئن ۱۹۷۷) بازیکن فوتبال اهل استونی بود.
از باشگاه‌هایی که در آن بازی کرده‌است می‌توان به باشگاه فوتبال پایده لینامیسکوند، باشگاه فوتبال فلورا تالین، باشگاه فوتبال ویلیاندی تولویک، و باشگاه فوتبال دالکورد اشاره کرد.
وی همچنین در تیم ملی فوتبال استونی بازی کرده‌است.